# Anastasija Babović
Anastasija Babović (n. 13 decembrie 2000, în Podgorica) este o handbalistă din Muntenegru care evoluează pe postul de portar pentru clubul românesc CSM Iași 2020 și echipa națională a Muntenegrului. Anterior ea a evoluat pentru alte echipe românești în sezonul 2022-2023 pentru SCM Craiova și din ianuarie până în iunie 2024 pentru CS Gloria 2018 Bistrița-Năsăud.
Babović a evoluat pentru naționala de handbal feminin a Muntenegrului la Jocurile Olimpice de la Tokyo 2020, Campionatul Mondial din Spania 2021, Danemarca, Norvegia și Suedia 2023 și la Campionatul European din Danemarca 2020.

## Palmares
- Liga Campionilor:
  - Locul 4 (Turneul Final Four): 2017
  - Sfertfinalistă: 2018, 2019, 2020
  - Grupe: 2022, 2024

- Liga Europeană:
  -  Finalistă (Turneul Final Four): 2024

- Campionatul Muntenegrului:
  -  Câștigătoare: 2019, 2022

- Cupa Muntenegrului:
  -  Câștigătoare: 2019, 2020, 2022

- Liga Națională:
  -  Medalie de bronz: 2024

- Cupa României:
  -  Medalie de bronz: 2024